# Січ-2-30
«Січ-2-30» — український супутник оптико-електронного спостереження Землі. Запущений 13 січня 2022 року з мису Канаверал у Флориді (США) ракетою-носієм Falcon 9 компанії SpaceX. Спочатку супутник розроблявся під назвою «Січ-2-1», потім був перейменований у «Січ-2-30», оскільки його планували запустити у 2021 році — у рік 30-річчя незалежності України. Загальна вартість робіт склала 245 млн грн, вартість запуску ракетою-носієм Falcon 9 — 2 млн дол.
Супутник «Січ-2-30» розроблявся в рамках Національної космічної програми України і призначений для знімання поверхні Землі у видимому й інфрачервоному діапазонах.
Систему керування супутником розробила та виготовила харківська компанія «Хартрон-Аркос».

## Історія
Супутник є покращеною версією «Січ-2», який своєю чергою був дещо доробленою версією EgyptSat-1.
Активна розробка супутника почалася 2015 року. 2019 року було закінчено збірку супутника.
2 лютого 2021 року Президент України Зеленський поставив завдання запустити супутник у 2021 році — році 30-річчя Незалежності України.
Від Уряду України відповідальним запуск супутника був віцепрем'єр-міністр України, Міністр з питань стратегічних галузей промисловості Олег Уруський.
11 лютого 2021 року в Державному космічному агентстві України повідомили, що станом на 13.01.2021 роботи зі створення супутника «Січ 2-1» виконані орієнтовно на 85 %, а роботи зі створення наземного сегмента (центр управління) — на 45 %. Також у Держкосмосі заявили, що «маніпуляції та некомпетентність офіційних осіб» лише дискредитують космічну галузь України та ставлять під загрозу завершення робіт над супутником. Водночас там підкреслили, що роблять усе можливе, аби запустити супутник уже цього року згідно з поставленим завданням Президента України Володимира Зеленського.
25 жовтня 2021 року супутник «Січ-2-30» отримав від Міжнародної спілки електрозв'язку власну орбіту та частоту. Випробування супутника закінчилися в листопаді 2021 року.
Станом на серпень 2022 року супутник продовжував регулярно виходити на зв'язок, але працював у обмеженому режимі через постійні кібератаки.

## Військовий потенціал
Маючи роздільну здатність лише 7,8 м супутник не підходить для використання військовими. На сьогодні супутники мають роздільну здатність меншу ніж пів метра. Ці ж дані зібрані з роздільною здатністю у 10 метрів супутниками Sentinel-2 перебувають в відкритому доступі.

## Комерційний потенціал
Знімки аналогічної роздільної здатності (5–10 м) можна отримати безоплатно, в тому числі з європейських супутників Sentinel за програмою Copernicus. Український бізнес бере знімки з роздільністю до 8–10 м, щоб оцінити ситуацію, а тоді, за необхідності, купує точніші — з роздільністю 0,5 м. Американська компанія Planet продає такі знімки по $0,5 за гектар.
Зі свого боку Україна також зобов'язалася надавати безоплатно дані для програми Copernicus зі своїх супутників. Тому супутник Січ 2-30 буде інтегрований в мережу Copernicus, що за словами неназваних представників ДКАУ є першим кроком до членства в ESA.

## Запуск
5 березня 2021 року українські ЗМІ повідомили, що SpaceX запустить супутник «Січ-2-30» у кінці 2021 року. Вартість запуску складала 1,9 млн дол. Запуск буде здійснено ракетою Falcon 9.
8 грудня 2021 року супутник вирушив з аеропорту «Бориспіль» до США, в космічний центр імені Кеннеді для підготовки до запуску. Спочатку запуск «Січ-2-30» на навколоземну орбіту було заплановано на 10 січня 2022 року, але потім його було перенесено на 13 січня 2022 року.
13 січня 2022 року, о 17:25 за київським часом, супутник був запущений ракетою-носієм Falcon 9 з мису Канаверал у Флориді (США). У носовому відсіку Falcon 9, разом з українським супутником, перебувало ще 105 супутників майже 30 операторів з двох десятків країн. Супутник було виведено на сонячно-синхронну орбіту. Ввечері 13 січня супутник встановив зв'язок з українським Центром керування польотами супутників поблизу Дунаївців Хмельницької області.
| Характеристика                                                | Параметр                                 |
| ------------------------------------------------------------- | ---------------------------------------- |
| Маса супутника                                                | 180 кг                                   |
| Висота польоту                                                | 663-682 км, колова сонячно-синхронна     |
| Роздільна здатність на місцевості: - Багатоспектральні знімки | — - 7,8 м                                |
| Смуга захоплення на місцевості: - Багатоспектральні знімки    | — - 46,6 км                              |
| Термін активного існування                                    | не менше 5 років                         |
| Носій виведення на орбіту                                     | Falcon 9 США                             |
| Об'єм пам'яті, Гбайт                                          | 10                                       |
| Швидкість передачі даних, Мбіт/с                              | 30,72                                    |
| Дата запуску                                                  | 13 січня 2022 року                       |
| Розробники                                                    | Конструкторське бюро «Південне», Україна |
| Виробник                                                      | Конструкторське бюро «Південне», Україна |

## Хід місії
14 січня 2022 року було повідомлено, що український супутник «Січ-2-30» встановив зв'язок з Національним центром управління та випробувань космічних засобів.
28 січня 2022 року, згідно з офіційним коментарем пресслужби КБ «Південне», яке є розробником супутника «Січ-2-30», із запущеним на орбіту супутником досі не вдалося встановити стійкий зв'язок. «Ряд зовнішніх чинників, пов'язаних з особливостями кластерного запуску, не дозволив встановити стійкий зв'язок з космічним апаратом під час критично важливих перших сеансів і забезпечити своєчасну побудову його штатної орієнтації. Орієнтація залишилася такою, коли на робочі поверхні сонячної батареї потрапляє лише відбите від поверхні Землі сонячне випромінювання або короткочасне пряме випромінювання під досить малим кутом. Поєднання цих факторів призвело до негативного впливу на енергетичний баланс апарата… Моделювання динаміки руху космічного апарата по орбіті з урахуванням впливу зовнішніх факторів (взаємодії космічного апарата з магнітним полем Землі, гравітаційних та аеродинамічних впливів) свідчить про те, що протягом 1-2 місяців просторове положення стане сприятливим для накопичення електроенергії, що дасть можливість привести орієнтацію до штатної», — було зазначено в повідомленні.
15 лютого 2022 року, о 21:42 за київським часом, український супутник «Січ-2-30» було внесено до каталогу NORAD під назвою «SICH-2-1», ототожнивши його зі створеним 20 січня 2022 року об'єктом 2022-002AY (51030).
Станом на червень 2022 року супутник функціонує в умовах неорієнтованого польоту виключно на сонячних ділянках орбіти з періодичним виходом із цього режиму і відпрацюванням стартового польотного завдання. Поточні стани супутника й наземного сегмента унеможливлюють залучення систем та приладів корисного навантаження, а також побудову й утримання стійкої орієнтації в орбітальній системі координат та управління за допомогою програмних команд.
Станом на 23 серпня 2022 року супутник «Січ 2-30» працює в обмеженому режимі — розповів голова Державного космічного агентства.